# Barrière de Reuilly
Die Barrière de Reuilly war eine ehemalige Zollstation an der Mauer der Generalpächter.

## Lage
Die Barriere de Reuilly befand sich am Place de la Barriere de Reuilly an der Kreuzung der Rue de Reuilly mit dem Boulevard de Bercy und dem Boulevard de Charenton (heute Boulevard de Reuilly) an der Stelle des heutigen Place Félix Éboué.

## Namensursprung
Die Zollstation hieß „Barrière de Reuilly“, weil sie am Ende der Rue de Reuilly lag.

## Geschichte
Der Bau der Station wurde nach einem Beschluss des Staatsrates vom 7. September 1787, zusammen mit allen Arbeiten an der Mauer der Generalpächter, eingestellt. Übrig blieb ein einziger runder Pavillon, der von einer Kolonnade umgeben war.
Der Übergang wurde sowieso wenig benutzt, da der Bau 1857 noch nicht abgeschlossen war. Die Zollstation wurde 1860 zusammen mit allen Stationen an der Mauer der Generalpächter entfernt, als der Stadtzoll abgeschafft wurde und die Pavillons (Zollhäuser) verschwanden.